# Osoyoos
|                       | Jan  | Feb  | Mär  | Apr  | Mai  | Jun  | Jul  | Aug  | Sep  | Okt  | Nov  | Dez  |   |     |
| Mittl. Tagesmax. (°C) | 2,0  | 6,7  | 12,5 | 18,2 | 23,1 | 26,8 | 31,5 | 31,1 | 25,6 | 16,4 | 7,4  | 2,0  | ⌀ | 17  |
| Mittl. Tagesmin. (°C) | −3,8 | −2,9 | −0,3 | 3,6  | 7,9  | 11,6 | 14,3 | 13,5 | 8,9  | 3,5  | −0,6 | −3,5 | ⌀ | 4,4 |
|                       |      |      |      |      |      |      |      |      |      |      |      |      |   |     |
| Niederschlag (mm)     | 12,4 | 8,4  | 20,8 | 21,8 | 35,4 | 40,0 | 31,2 | 21,2 | 31,8 | 17,6 | 15,2 | 35,2 | Σ | 291 |

| −3,8 |

| −2,9 |

| −0,3 |

| 3,6 |

| 7,9 |

| 11,6 |

| 14,3 |

| 13,5 |

| 8,9 |

| 3,5 |

| −0,6 |

| −3,5 |

| −3,8 |

| −2,9 |

| −0,3 |

| 3,6 |

| 7,9 |

| 11,6 |

| 14,3 |

| 13,5 |

| 8,9 |

| 3,5 |

| −0,6 |

| −3,5 |

Osoyoos (IPA: [ɒˈsɔɪjuːs]) ist eine im Okanagan-Tal gelegene Kleinstadt im Süden British Columbias unmittelbar an der Grenze zum US-Bundesstaat Washington. In der Stadt kreuzen sich der in Nord-Süd-Richtung verlaufende Highway 97 und der in Ost-West-Richtung verlaufende Crowsnest Highway (Highway 3).
Hier befindet sich der Osoyoos Lake, der mit einer Wassertemperatur von 24 °C zu den wärmsten Seen des Landes gehört. Nördlich von Osoyoos ist die einzige heiße Wüste Kanadas. Sie hat eine Fläche von nur hundert Hektar und ist ein geschütztes Gebiet. Unmittelbar neben der Wüste befinden sich in einem sehr schmalen Korridor entlang des Sees bewässerte Weinberge und Obstgärten.
Neben dem Obst- und Weinanbau ist der Tourismus die Haupteinkommensquelle der Bevölkerung. Einer der touristischen Anziehungspunkte ist dabei der Sẁiẁs Provincial Park.
Die Stadt Osoyoos wurde zwar erst 1946 gegründet (Incorporated als Village Municipality am 14. Januar 1946), doch der erste Europäer soll bereits 1811 die Gegend erforscht haben. Seit dem 29. November 1984 hat Osoyoos den Status einer Kleinstadt (Town).

## Demographie
Der Zensus im Jahr 2021 ergab für die Kleinstadt eine Bevölkerung von 5556 Einwohnern, nachdem der Zensus im Jahr 2016 für die Gemeinde noch eine Bevölkerung von nur 5050 Einwohnern ergeben hatte. Die Bevölkerung hat damit im Vergleich zum letzten Zensus im Jahr 2016 etwas stärker als der Trend in der Provinz um 10,0 % zugenommen, während der Provinzdurchschnitt bei einer Bevölkerungszunahme von 7,6 % lag. Im letzten Zensuszeitraum von 2011 bis 2016 hatte die Bevölkerung noch leicht unterdurchschnittlich um nur 5,0 % zugenommen, bei einer durchschnittlichen Bevölkerungszunahme von 5,6 % in der Provinz. Der Zensus im Jahr 2011 ergab für die Kleinstadt eine Bevölkerung von 4845 Einwohnern und damit einen deutlich unterdurchschnittlichen Bevölkerungszuwachs von nur 2,0 % zum Jahr 2006, während die Bevölkerung in der gesamten Provinz British Columbia gleichzeitig um 7,0 % anwuchs.
Im Rahmen des „Census 2016“ wurde für die Gemeinde ein Medianalter von 61,9 Jahren ermittelt. Das Medianalter der Provinz lag 2016 bei nur 43,0 Jahren. Das örtliche Durchschnittsalter lag bei 55,4 Jahren, bzw. bei 42,3 Jahren in der Provinz. Die lokale Bevölkerung ist damit deutlich älter als in der restlichen Provinz.

## Verkehr
Am südlichen Rand der Kleinstadt befindet sich der örtliche Flugplatz (IATA-Flughafencode: -, ICAO-Code: -, Transport Canada Identifier: CBB9). Der Flugplatz hat dabei nur eine asphaltierte Start- und Landebahn mit einer Länge von 755 Meter.
Öffentlicher Personennahverkehr wird örtlich und regional mit mehreren Buslinien durch das „South Okanagan-Similkameen Transit System“ angeboten, welches von BC Transit in Kooperation betrieben wird. Das System bietet Personennahverkehr im südlichen Okanagan Valley sowie im Similkameen Valley an. Zentraler Knotenpunkt des Liniennetzes ist Penticton und der nördliche Endpunkt des Netzes liegt in Kelowna, während es sich nach Süden bis nach Osoyoos erstreckt. Nach Westen werden Gemeinden entlang des Similkameen River bis nach Princeton angebunden. Neben den genannten Gemeinden werden nach Norden unter anderem Summerland und West Kelowna, nach Süden unter anderem Okanagan Falls und Oliver sowie nach Westen unter anderem Keremeos und Hedley angefahren.

## Persönlichkeiten der Stadt
- Chuck Kobasew (* 1982), ehemaliger Eishockeyspieler